# Johannes Huth (Schauspieler)
Johannes Huth (* 8. Februar 1989 in Koblenz) ist ein deutscher Schauspieler und Sänger.

## Leben
Huth absolvierte von 2007 bis 2011 seine Schauspiel- und Gesangsausbildung in Wien. Seit 2009 tritt er auf verschiedenen Theaterbühnen Deutschlands und Österreichs auf. Im Jahr 2009 war er im Musical Frühlings Erwachen unter der Regie von Michael Mayer als Hänschen am Ronacher zu sehen.
Seit 2007 wirkte Huth als Schauspieler vor der Kamera in mehreren Film-und-Fernsehproduktionen mit. Im Jahr 2018 spielte er in der RTL-Serie Gute Zeiten, schlechte Zeiten die Rolle des Marc Probst. 
Von August 2021 (Folge 3656) bis Mai 2023 (Folge 4025) war er als Gerry Ceylan, geborener Richter, in der ARD-Telenovela Sturm der Liebe zu sehen und gehörte damit zur Hauptbesetzung der Serie. Danach hatte er in dieser Serie noch mehrere Gastauftritte. Gemeinsam mit Lena Conzendorf übernahm er im Januar 2024 die Moderation des Sturm der Liebe-Podcasts.
Huth wohnt in Berlin.

## Filmografie
- 2004: Der Pralinenmörder
- 2007: Unter uns (Fernsehserie)
- 2011: CSI: Kowelenz – Zwei Leichen ist eine zu viel
- 2012: Violine (Kurzfilm)
- 2017: Der Bengel (Kurzfilm)
- 2018: Großmachen (Kurzfilm)
- 2018: Gute Zeiten, schlechte Zeiten (Fernsehserie)
- 2019: Einfach Maria (Fernsehserie, 1 Folge)
- 2021: Tina Mobil (TV-Miniserie)
- 2021–2023, 2024: Sturm der Liebe (Fernsehserie)